# Íslendingabók
Íslendingabók (Księga o Islandczykach) – średniowieczna kronika opisująca historię Islandii od jej zasiedlenia do 1118 roku. Została spisana przez islandzkiego duchownego Ari Thorgilssona między 1122 a 1133 rokiem. Manuskrypt przetrwał w dwóch XVII-wiecznych kopiach, które sporządził ksiądz Jón Erlendsson z Villingaholt dla biskupa Brynjólfura Sveinssona. Oryginalny tekst, na podstawie którego powstały kopie, zaginął pod koniec XVII wieku. Íslendingabók uznawany jest za najstarszą zachowaną kronikę skandynawską.

## Historia
O okolicznościach powstania kroniki wspomina sam Thorgilsson w swojej przedmowie do niej. Pisze m.in., że rękopis powstał dla biskupów Thorlaka i Ketilla oraz że na ich specjalne życzenie przeredagował i rozszerzył tekst, lecz pominął genealogię i okres rządów królów. Na podstawie tych informacji ustalono, że manuskrypt powstał między 1122 a 1133 rokiem. Choć oryginalna wersja zaginęła, wiele wskazuje na to, że dostęp do niej miał Snorri Sturluson. Na podstawie tej samej wersji sporządzono w XVII wieku jej kopie.

## Streszczenie
Íslendingabók jest podzielony na dziesięć krótkich rozdziałów, z których każdy stanowi oddzielną historię. Kronika rozpoczyna się prologiem, w którym Thorgilsson pisze o biskupach, genealogii norweskiego króla Haralda Pięknowłosego i w skrócie omawia treść kolejnych rozdziałów.
- Rozdział I. Opowiada o odkryciu i zasiedleniu Islandii przez imigrantów z Norwegii, co ma miejsce za panowania norweskiego króla Haralda. Jej pierwszym osadnikiem jest Ingolf Arnarson, który osiada na terenie Reykjavíku. Wraz z przybyciem kolejnych wikingów dotychczasowi mieszkańcy, czyli kilku irlandzkich mnichów, postanawiają odejść, by nie mieszkać w sąsiedztwie pogan. Kiedy pierwsi osadnicy przybywają na Islandię jest ona zalesiona „od wybrzeża do gór”.

- Rozdział II. Na wyspę przybywa człowiek imieniem Úlfljótr, który ustanawia pierwsze prawa wzorując się na prawodawstwie norweskim. Inny osadnik Grímr Goatshoe bada Islandię przed zwołaniem pierwszego althingu. Tekst Thorgilssona jest w tym miejscu nieco niejasny. Przypuszczalnie chodzi o to, że Grímr badał kraj, by znaleźć odpowiednie miejsce na althing.

- Rozdział III. Zwołany zostaje pierwszy althing, który odbywa się w Þingvellir. Zakończona zostaje również sześćdziesięcioletni okres zasiedlania Islandii, a Ulfljótr zostaje pierwszym głosicielem prawa.

- Rozdział IV. Najmądrzejsi ludzie na Islandii ogłaszają, że kalendarz powoli przestaje być zsynchronizowany z porami roku i należy przeprowadzić jego reformę. Ponieważ liczy on 52 tygodnie po 7 dni daje to 364 dni w roku. Rozwiązaniem jest dodanie jednego dnia do każdego roku, jednak ludzie są niechętni temu, by tydzień miał nierówną liczbę dni. W końcu człowiek imieniem Þorsteinn wpada na pomysł, żeby co siedem lat dodać dodatkowy tydzień.

- Rozdział V. Funkcjonujący na wyspie system sądownictwa staje się nieporęczny i skomplikowany. Niejaki Þórðr gellir sugeruje jego standaryzację, po tym jak ma trudności z zaskarżeniem pewnego przypadku na miejscowym zgromadzeniu. Sugeruje, żeby podzielić wyspę na cztery części sądownicze, w których powinny być trzy zgromadzenia oraz osobne zgromadzenie zajmujące się odwołaniami.

- Rozdział VI. Odkryta zostaje Grenlandia. Pod wodzą Eryka Rudego osadnicy wyruszają z Islandii, by ją zasiedlić, co ma miejsce około 985 roku. Przybysze odnajdują pozostałości ludzkich śladów i wiążą je ze skrælingami z Winlandii. Íslendingabók jest jednym z pierwszych źródeł, które wspomina o Grenlandii i Winlandii[6].

- Rozdział VII. Najdłuższy rozdział całej kroniki opowiadający o przyjęciu chrześcijaństwa przez Islandczyków. Norweski król Olaf Tryggvason wysyła misjonarza Þangbrandra, żeby nawrócił mieszkańców Islandii na chrześcijaństwo. Odnosi tam pewne sukcesy, ale spotyka się też z niechęcią i sprzeciwem, co kończy się śmiercią dwóch lub trzech osób, które go zniesławiły. Po powrocie do Norwegii skarży się na mieszkańców wyspy królowi i oznajmia, iż ma niewielką nadzieję na chrystianizację Islandii. Po tych wieściach wściekły król grozi, że zrani lub zabije Islandczyków mieszkających w Norwegii. Dwóch islandzkich wodzów, których nawrócił Þangbrandr, proponuje królowi pomoc w chrystianizacji kraju. Latem 999 lub 1000 roku temat religii zostaje podjęty na burzliwym althingu. Część chrześcijańska i pogańska nie chce dzielić tych samych praw, więc chrześcijanie wybierają sobie nowego głosiciela prawa – Hallr á Síðu. Ma on wygłosić nowe prawo dla chrześcijan, lecz prosi by zrobił to Thorgeir, który był jeszcze wówczas poganinem. Następnego dnia wygłasza mowę, w której przekonuje, że potrzebne jest jedno prawo i jeden zwyczaj, dzięki czemu uda się zapobiec bratobójczym walkom i utrzymać pokój. Ludzie uznają więc przejście na chrześcijaństwo, a pozostałym poganom tymczasowo przyzwala się na prywatne kultywowanie dawnych praktyk.

Ostatnie rozdziały skupiają się głównie na historii kościelnej. Rozdział VIII opisuje wizyty biskupów z zagranicy od końca X do połowy XI wieku. Rozdział IX i X opowiada o ustanowieniu pierwszego biskupstwa w Skálholt oraz dziejach dwóch pierwszych biskupów, Isleifa i Gizura.